# Hidalgo, Chilón
Hidalgo är en ort i Mexiko.   Den ligger i kommunen Chilón och delstaten Chiapas, i den sydöstra delen av landet, 800 km öster om huvudstaden Mexico City. Hidalgo ligger 908 meter över havet och antalet invånare är 112.
Terrängen runt Hidalgo är huvudsakligen kuperad. Hidalgo ligger nere i en dal. Runt Hidalgo är det ganska glesbefolkat, med 50 invånare per kvadratkilometer. Närmaste större samhälle är Jet-Já, 2,2 km väster om Hidalgo. I omgivningarna runt Hidalgo växer i huvudsak städsegrön lövskog.